# Trịnh Thị Ngọ

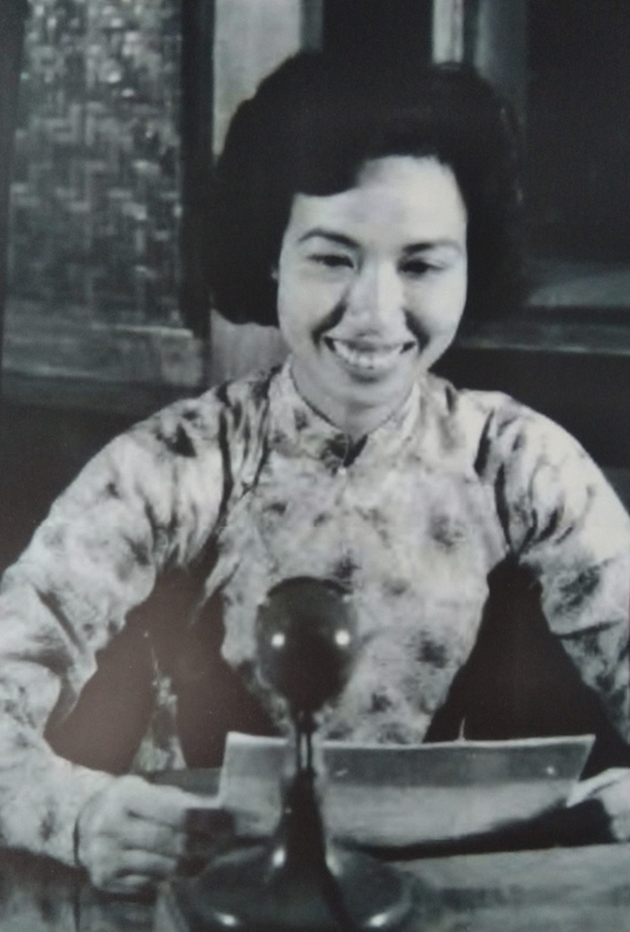
Hanoi Hannah (1966)

Trịnh Thị Ngọ (* 1928, 1929 oder 1931; † 30. September 2016 [nach anderen Angaben 2. Oktober 2016] in Ho-Chi-Minh-Stadt) moderierte während des Vietnamkriegs unter dem Pseudonym Thu Hương (dt.: Herbstduft) eine Propagandasendung im vietnamesischen Radio Voice of Vietnam. Im Englischen wurde sie oft als „Hanoi Hannah“ bezeichnet.
Die Nordvietnamesin Trịnh Thị Ngọ nahm in ihrer Jugend Englischunterricht und interessierte sich vor allem für Kinofilme, die mit französischen Untertiteln gezeigt wurden. Ab 1955 arbeitete sie für den Radiosender Voice of Vietnam.
Ihre Propagandasendung, die dreimal täglich ausgestrahlt wurde, richtete sich an die US-Einheiten in Vietnam. Trịnh Thị Ngọ verlas Listen von Gefallenen und Gefangenen, versuchte die Truppen von der Unrechtmäßigkeit des Krieges zu überzeugen und sie zur Aufgabe des Kampfes zu bewegen. Dazu spielte sie populäre Musik der Zeit und verkündete Nachrichten aus den USA, speziell über die Antikriegsdemonstrationen. Größere Berühmtheit erlangte sie durch Interviews mit Jane Fonda. Trịnh Thị Ngọ moderierte die Sendung von 1965 bis 1972.
Sie lebte mit ihrem Mann in Ho-Chi-Minh-Stadt und hatte einen Sohn und eine Tochter.